# La Pirate
Pour les articles homonymes, voir Pirate (homonymie).
Pour plus de détails, voir Fiche technique et Distribution.
La Pirate est un film français réalisé par Jacques Doillon, sorti en 1984. Il se veut un remake du Silence, le film suédois d'Ingmar Bergman sorti en 1963.

## Synopsis
Alma aime son mari Andrew, mais aussi la belle Carol. Ses passions la tourmentent tant qu'elle décide de partir pour sortir de son indécision,.

## Fiche technique
- Scénario : Jacques Doillon
- Réalisation : Jacques Doillon
- Photographie : Bruno Nuytten
- Montage : Noëlle Boisson
- Musique : Philippe Sarde
- Format : couleur,  - 2,35:1
- Sociétés de production : F.L.F. , Lola Films et Tango Film
- Société de Distribution : LCJ Éditions et Productions
- Durée : 88 minutes
- Date de sortie : 23 mai 1984 en France

## Distribution
- Jane Birkin : Alma
- Maruschka Detmers : Carol
- Philippe Léotard : n° 5
- Andrew Birkin : Andrew, le mari
- Laure Marsac : l'enfant
- Michael Stevens : le concierge de l'hôtel
- Didier Chambragne : le coursier
- Arsène Altmeyer : le taxi

## Distinctions
- César du meilleur espoir féminin pour Laure Marsac en 1985.
- Sélection officielle en compétition au Festival de Cannes en 1984.